# Дорфгайн
Дорфгайн (нім. Dorfhain) — громада в Німеччині, розташована в землі Саксонія. Входить до складу району Саксонська Швейцарія — Східні Рудні Гори. Складова частина об'єднання громад Тарандт.
Площа — 6,26 км2. Населення становить 1077 ос. (станом на 31 грудня 2020).